# Мальвано, Умберто
Умберто Малвано (17 июля 1884, Монкальери — 15 сентября 1971, Милан) — итальянский футболист, нападающий, инженер, футбольный арбитр и спортивный менеджер. Один из основателей футбольного клуба Ювентус.

## Биография
Умберто Мальвано родился в Монкальери, пригороде Турина. Мальвано провёл четыре сезона в составе «Ювентуса». В 1905 году из-за воинской обязанности переехал в Павию. Там он встретился с руководителями футбольного клуба «Милан», которые искали перспективных игроков для своего клуба. В 1906 году в составе «Милана» стал чемпионом Италии, в финале сыграв против «Ювентуса». После оскорблений, полученных на Туринском стадионе, Умберто решил не выходить на ответный матч. После завершения карьеры стал футбольным арбитром. Занимал пост вице-президента Итальянской федерации футбола. Умер в 1971 году в возрасте 87 лет.